# Geranium
El género Geranium, comúnmente llamado  geranio, agrupa 422 especies de plantas anuales, bienales y perennes frecuentemente utilizadas en jardinería por sus atractivas flores y su aroma característico. Su hábitat comprende todas las regiones templadas del mundo incluidas las zonas montañosas de los trópicos, aunque se encuentran mayoritariamente en la región oriental del Mediterráneo. Comprende 1216 especies descritas y de estas, solo 411 aceptadas.
Por coincidencia, geranio es también el nombre vulgar, con que se refiere, sobre todo en las regiones subtropicales a varias especies del género Pelargonium (P. hortorum, P. domesticum y P. peltatum)  que incluye a los malvones y que también deriva de la familia Geraniaceas; lo cual origina confusión. Antiguamente el género Geranium incluía a las especies del Género Pelargonium.
En general, las especies agrupadas en el Género Geranium, son más resistentes al frío que las del Género Pelargonium, salvo algunas excepciones como el de Geranium maderense. Los geranios son comidos por las larvas de algunas especies de lepidópteros, incluidas la mariposa lagarta cola parda, la polilla fantasma y la mariposa ratón. Al menos varias especies de Geranium son ginodioecios. La especie Geranium viscosissimum (geranio morado pegajoso) se considera protocarnívoro.

## Descripción

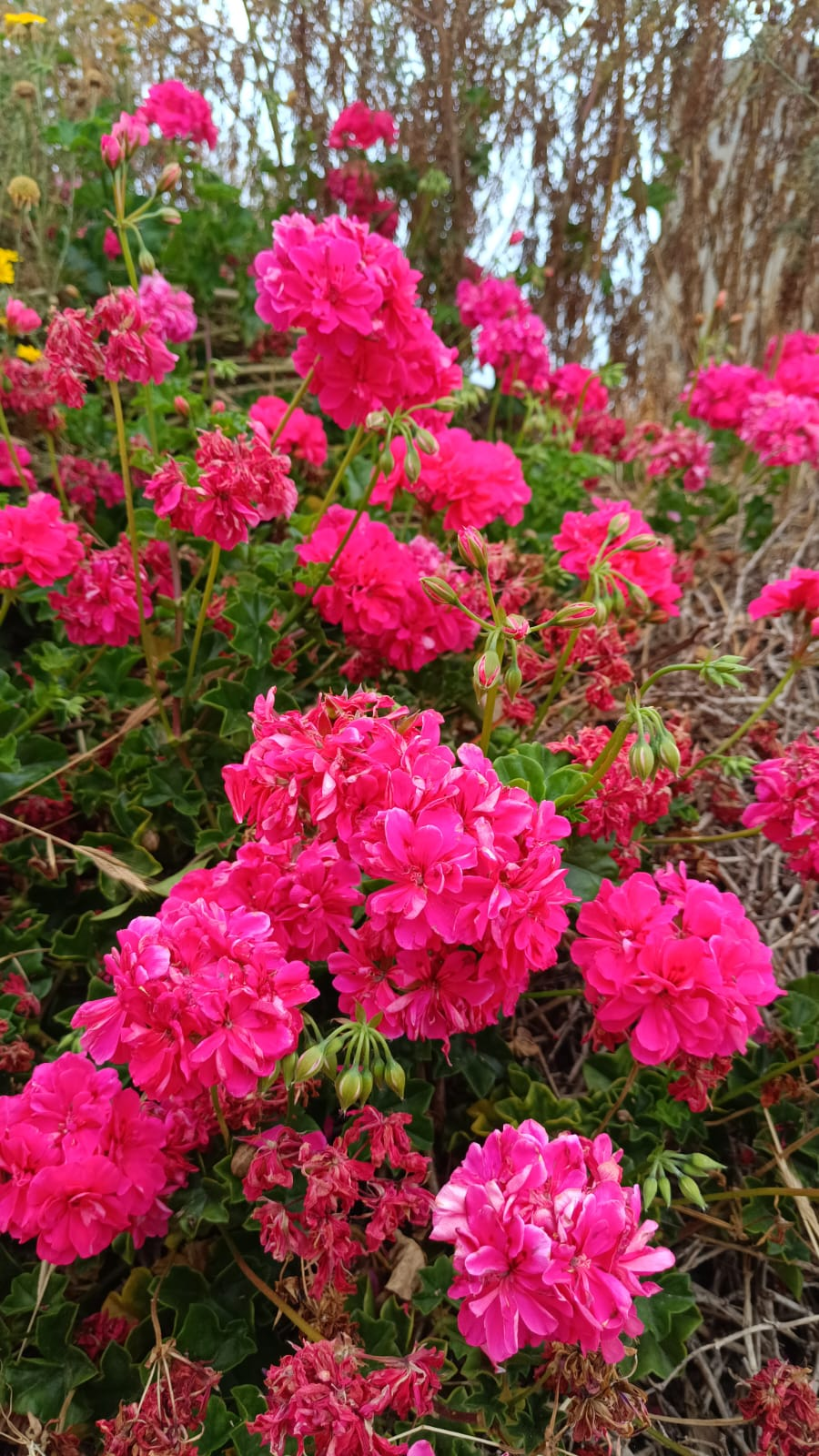
Geranio rosa en El Colegio de la Frontera Norte

El género Geranium se clasifica como herbáceo en función de su uso paisajístico, a diferencia de las especies arbustivas y arbóreas. Las plantas de este género son comúnmente utilizadas como cubresuelos o tapizantes debido a su capacidad para formar densas coberturas vegetales.
Un aspecto distintivo de muchas especies de Geranium es la presencia de fitotoxinas en sus tejidos. Estas sustancias químicas pueden inhibir el crecimiento de otras especies herbáceas cercanas, dificultando la penetración de nuevas plantas en áreas donde ya se ha establecido una plantación de Geranium. Esta propiedad es uno de los motivos por los cuales se consideran confiables como tapizantes, ya que pueden competir eficazmente contra otras hierbas o maleza.
En cuanto a su morfología, las hojas de las especies de Geranium son generalmente simples, de forma palmeada, y en su mayoría palmatidivididas, aunque también existen variedades con hojas casi enteras o dentadas. Las hojas presentan estipulas, que pueden ser libres o soldadas, y suelen ser papiráceas. Estas hojas son pecioladas, lo que significa que están unidas al tallo mediante un pecíolo o vástago corto.
Las hojas basales se disponen habitualmente en forma de roseta, mientras que las hojas caulinares, aquellas que crecen en el tallo, se encuentran dispuestas de manera alterna u opuesta. Esta organización foliar varía ligeramente según la especie, pero generalmente sigue un patrón que facilita la captura de luz y la fotosíntesis.
Las especies de Geranium son muy valoradas tanto en jardines ornamentales como en el ámbito de la jardinería ecológica, dado su fácil cuidado, resistencia y capacidades de control de la vegetación no deseada. Además de su uso paisajístico, algunas especies tienen aplicaciones medicinales, aunque deben ser manejadas con precaución debido a la toxicidad de algunas de sus partes.

## Inflorescencia
Atendiendo la forma de las flores, nos va a permitir dilucidar la confusión de los géneros mencionados. Las flores correspondientes al género Geranium presentan cinco pétalos muy similares y radialmente simétricos, mientras que las que se corresponden con el género Pelargonium, presentan los dos pétalos superiores diferentes de los tres inferiores.
Las especies agrupadas en este género, Geranium, poseen un mecanismo diferencial de dispersión de semillas, por el cual, estas resultan eyectadas al secarse el fruto, que es un esquizocarpo, cápsula subdividida en cinco mericarpos, conteniendo una semilla cada una.

## Fruto
El fruto es en forma de tallo largo, en el que se puede reconocer la cabeza y el cuello alargado de una cigüeña o una grulla. El fruto está formado por cinco carpelos muy largos, que sólo presentan dos óvulos superpuestos en la base. Sin embargo, sólo uno de ellos se desarrolla. La parte superior, estéril (el estilo), crece como un “pico” largo, unido en un carpóforo. Botánicamente, es un fruto partida, ya que se divide en cinco compartimentos con aristas largas cuando está maduro. Cada uno de estos cinco frutos contiene una semilla. Estos se propagan en todas las especies mediante el estallido explosivo del pico secante (fruto de catapulta). En el geranio silvestre, por ejemplo, los cinco abanicos de frutas se enrollan repentinamente desde la columna central y unos desde otros. La semilla es catapultada hasta 3 metros de distancia.
Con este mecanismo de propagación, los geranios se encuentran entre los llamados dispersores por desecación.
Después de que las semillas  han sido lanzadas explosivamente hasta seis metros de distancia a través del mecanismo descrito anteriormente, las semillas perforan el suelo por medio de movimientos higroscópicos. Esto se debe a que las semillas se expanden en tiempo húmedo y se contraen nuevamente en tiempo seco.

## Criterios de distinción entre el géneroGeraniumyPelargonium
Geranium y Pelargonium ambos géneros de las Géraniacéas poseen un fruto alargado, compuesto de cinco mericarpos, dispuestos alrededor de un eje central, que se separa al madurar.
Las características de cada género se pueden resumir en la tabla de D. M. Miller
| Geranium                                                                           | Pelargonium |
| ---------------------------------------------------------------------------------- | --- |
| Geranium rotundifolium                                                             | Pelargonium graveolens                                                                                                |
| Flor regular (radialmente simétrica) Todos los pétalos de forma y tamaño similares | Flores irregulares (con simetría bilateral) Los dos pétalos superiores y los tres inferiores tienen formas diferentes |
| Sin hipanto                                                                        | Con hipanto (estructura formada por la fusión de nectario y un pedicelo)                                              |
| diez estambres fértiles                                                            | Menos de diez estambres fértiles                                                                                      |
| Plantas principalmente herbáceas                                                   | Arbustos, matas, plantas herbáceas.                                                                                   |
| Generalmente rústico                                                               | Suele ser sensible a las heladas                                                                                      |
| Distribuido principalmente en las regiones templadas del hemisferio norte          | Distribuido principalmente en el hemisferio sur                                                                       |

## Distribución geográfica

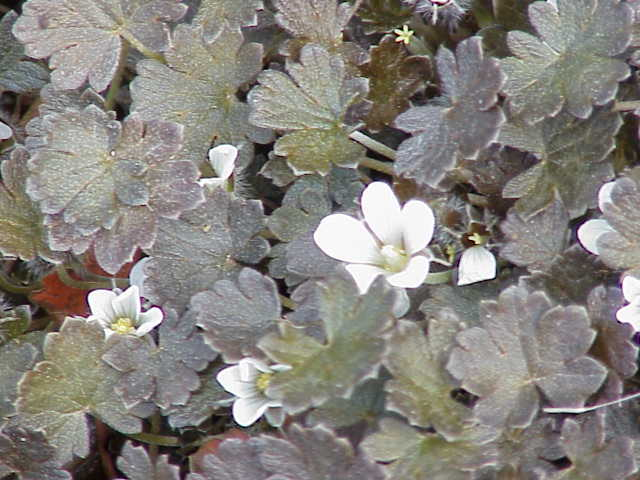
Geranium sessiliflorum es una de las especies de geranio nativas de Nueva Zelanda y Tasmania.

Las especies de geranio se encuentran en casi todos los continentes e incluso en el Ártico. También se encuentran en Sudáfrica, Taiwán, Indonesia, Nueva Guinea, Australia, Tasmania, Nueva Zelanda, las islas hawaianas, las Azores y Madeira, aunque los geranios que prefieren el clima más frío en estas regiones tienden a crecer en zonas montañosas.
Las especies de geranio requieren un clima fresco y templado. Dado que en estas zonas del mundo rara vez se producen sequías, muchas de las especies de geranios están bien adaptadas a suelos húmedos. Debido a esta necesidad de humedad, en las regiones más cálidas de su distribución predominan las especies anuales de geranios, que suelen tener su época de crecimiento en invierno y descansar como semillas en verano.

## Orígenes del cultivo de geranios en  el jardín

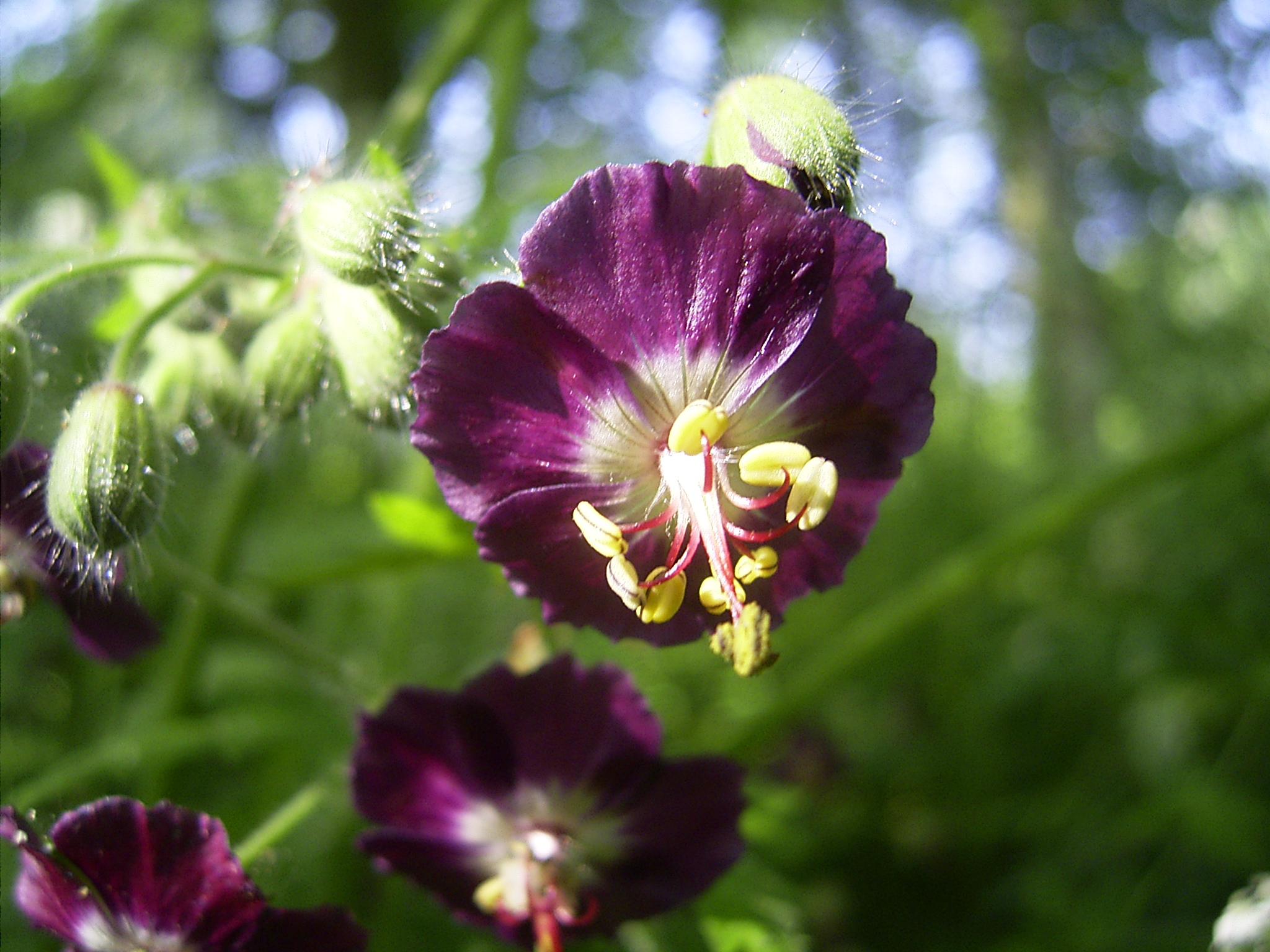
Subgénero Erodioideae: El geranio pardo (Geranium phaeum) también se conoce como “viuda de luto” en Inglaterra y alguna vez fue muy popular como planta de cementerio.

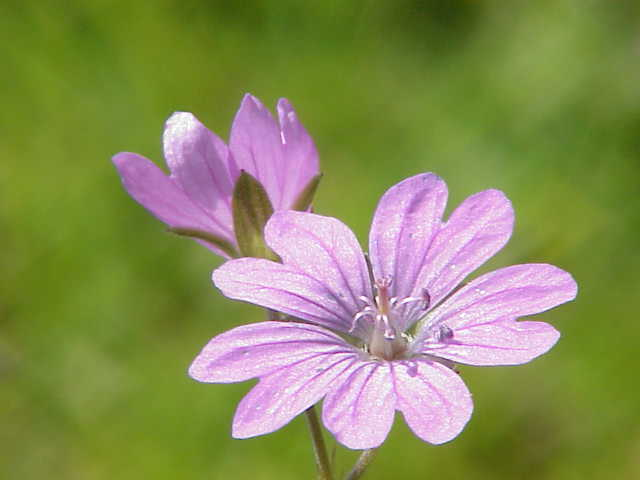
Subgénero Geranium Sección Batrachioidea: Hasta mediados del, el geranio pirenaico se plantaba a menudo en jardines; desde entonces, ha sido reemplazado como planta de jardín por especies de flores más grandes.

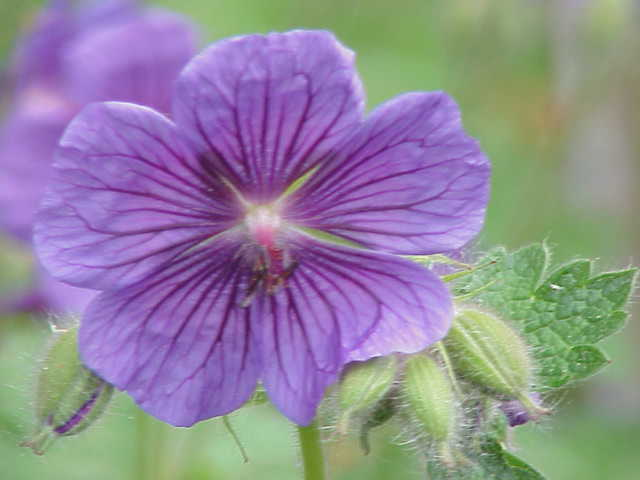
Geranium platypetalum, una de las especies progenitoras del híbrido Geranium Cranesbill, que hoy en día es muy popular como planta de jardín.

El establecimiento de especies de geranio como plantas ornamentales de jardín siguió un patrón típico de muchos géneros de plantas. En primer lugar, dos especies que se cultivaban en el jardín eran el Geranium robertianum y el Geranium sanguineum, que se consideraban plantas medicinales. Otras especies predominantemente locales en Alemania, a las que se les atribuyen propiedades medicinales pero que presentaban flores de mayor tamaño, pueden documentarse como plantas ornamentales ya en el siglo XVI. La Geranium phaeum, autóctono de Europa central, ha sido documentada como planta de jardín en Alemania ya en 1561. El Hortus Eystettensis de 1613 menciona incluso las primeras formas cultivadas de esta especie y del geranio rojo sangre.
En los siglos XVIII y XIX se añadieron especies originarias de regiones más distantes. En el caso de los picos de cigüeña, se trata principalmente de las especies que estaban muy extendidas en las montañas del sur de Europa. En el siglo XIX también se popularizaron formas especiales de parterres, como los jardines de rocas. Durante esta época, el geranio de color rojo sangre se convirtió en una planta ornamental muy comúnmente cultivada.
En el siglo XX, la gama de especies de geranios cultivados en jardines se amplió para incluir algunas especies de otros continentes, así como numerosas variedades cultivadas que satisfacían la creciente demanda de plantas que fueran fáciles de cuidar y al mismo tiempo decorativas.
La popularidad de las distintas especies todavía hoy está sujeta a diferentes modas. La gerania parda, una vez muy popular y con sus flores de color oscuro, ha pasado prácticamente de moda en Europa Central. En Inglaterra, sin embargo, esta especie todavía se puede encontrar creciendo de forma silvestre en antiguos cementerios de pueblos, donde antaño se plantaba como decoración de tumbas bajo el nombre de “Mourning Widow”.
El geranio de los Pirineos es también una especie poco utilizada en los jardines hoy en día, aunque varias formas cultivadas ya se comercializaban hacia finales del siglo XVIII. Fue cada vez más excluida de los jardines tras el descubrimiento de especies de geranio con flores más grandes y, por lo tanto, más atractivas. Sin embargo, ha crecido de forma silvestre en jardines y todavía se puede encontrar como planta naturalizada en setos y en áreas verdes a lo largo de carreteras.
El Geranium endressii, que hoy en día se encuentra con mayor frecuencia en los jardines, recién se hizo popular en Alemania en el siglo XX, después de que se crearan varias formas robustas e híbridos, especialmente en Inglaterra, donde se había plantado en jardines desde 1832.
Por otra parte, el geranio balcánico ha sido valorado durante más tiempo que las tres especies mencionadas anteriormente. Antiguamente se extraía de allí aceite de geranio para producir perfumes; Sin embargo, hoy en día se utilizan especies de pelargonium para producir este aceite esencial. El geranio de los Balcanes fue mencionado por primera vez como planta de jardín en 1576 y desde entonces se extendió rápidamente. Hoy en día se suele plantar bajo los árboles de la calle como el llamado “vegetal urbano”, porque tolera muy bien la sombra y su planta intensamente fragante no es picada por los conejos y mantiene alejados a los perros.
Geranio híbrido de jardín (Geranium × magnificum)
Uno de los representantes más comunes del geranio que se encuentra en los jardines hoy en día es el híbrido Geranium × magnificum. Ya no es posible determinar cuándo y dónde se originó esta variedad de flores grandes y vigorosas con flores de color violeta púrpura. Sin embargo, gracias a los testimonios del herbario, sabemos que ya se cultivaba en el Jardín Botánico de Ginebra en 1871. En 1961, el botánico sueco Nils Hylander identificó a Geranium ibericum y Geranium platypetalum como los padres de este híbrido estéril y le dio a la variedad su nombre científico. Se cree que la especie parental procede originalmente del Cáucaso.

## Cultivo
Estas plantas presentan una cierta plasticidad en cuanto a sus requerimientos de suelos, a no ser que estos sean excesivamente húmedos. 
Es el caso del geranio búlgaro, Geranium macrorrhyzum, o la hierba de San Roberto, Geranium robertianum. En cambio, el geranio español, Geranium endressii, el de olor, Geranium platypetalum y el del Himalaya, Geranium himalayense, prefieren los suelos arcillosos orgánicos. A su vez el geranio de roca, Geranium cinereum, preferirá suelos arenosos.
Respecto de requerimientos de luz, variará según las especies. De los nombrados, por ej. G. macrorrhyzum y G. robertianum preferirán la sombra, mientras los restantes, pleno sol.
Se propagan por:
- Esquejes semi-leñosos obtenidos de las plantas madres, durante la estación cálida. El enraizado suele tardar 20 días.
- División de matas en primavera.
- Semilla, aunque ello no asegurará obtener un material idéntico al original.

El abonado con humus diluido en agua, estimula el desarrollo de la planta. Se puede agregar un tapón de urea por planta (procurando echarlo alejado del tallo) cada veinte días.
Para obtener una floración más continua y limpia, se pueden eliminar las flores secas. 

### Plagas y enfermedades
Las hojas suelen ser atacadas por distintos tipos de hongos causando manchas de diversos colores. Que pueden ser combatidas con fungicidas. También pueden sufrir el ataque de babosas, cochinillas, ácaros o "araña roja" y áfidos o, como comúnmente son llamados, "pulgones". En la región mediterránea los geranios sufren la plaga de la mariposa del geranio desde los años 1980, cuando fueron introducidas desde Sudáfrica.

## Taxonomía

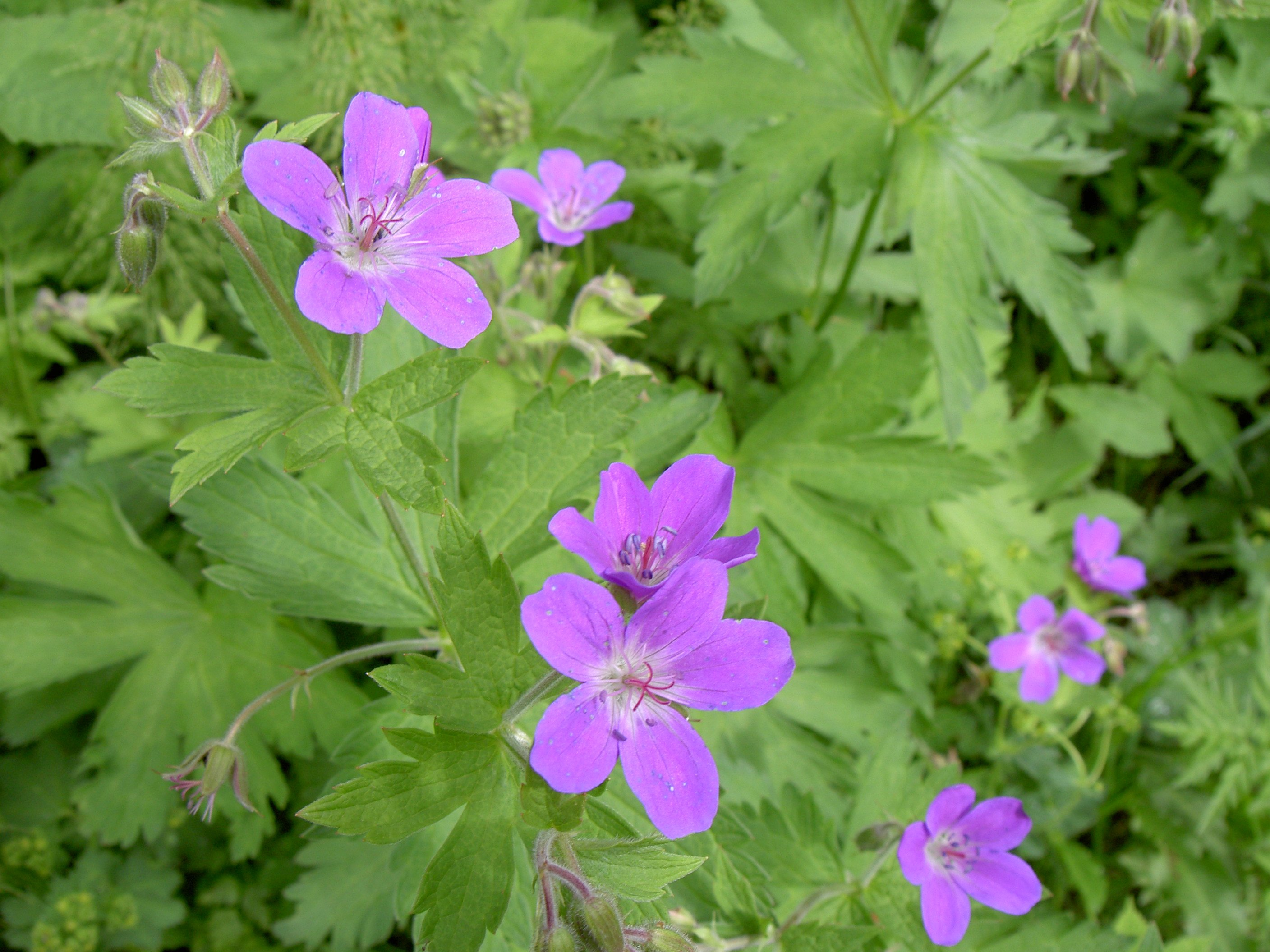
Geranio salvaje

El género fue descrito por Carlos Linneo y publicado en Species Plantarum 2: 676. 1753. La especie tipo es: Geranium sylvaticum   L.

### Etimología
El nombre en latín geranium deriva del griego γεράνιον geránion que significa ‘grulla’, y hace referencia a la apariencia del fruto, que recuerda al pico de esta ave. En inglés se llama también crane's-bill ‘pico de grulla’.

## Especies seleccionadas
- Geranium bohemicum L.
- Geranium columbinum L.
- Geranium diffusum Kunth.
- Geranium dissectum L.
- Geranium dolomiticum L.
- Geranium lucidum L.
- Geranium molle L.
- Geranium nodosum L.
- Geranium phaeum L.
- Geranium pratense L.
- Geranium pusillum L.
- Geranium pyrenaicum Burm.
- Geranium robertianum L.
- Geranium rotundifolium L.
- Geranium ruizii Hieron.[11]
- Geranium sanguineum   L.
- Geranium sylvaticum   L.

### Especies cultivadas para usos ornamentales y farmacéuticos
Algunas especies se cultivan como plantas ornamentales o para usos farmacéuticos, como:
- Geranio cinereum
- Geranio clarkei
- Geranio dalmaticum
- Geranio endressii
- Geranio Himalayense
- Geranio ibericum
- Geranio macrorrhizum
- Geranio maculatum
- Geranio x magnificum
- Geranio phaeum
- Geranio platypetalum
- Geranio pratense
- Geranio psilostemon
- Geranio sanguineum
- Geranio sylvaticum

Las especies mencionadas son perennes y resistentes al frío y crecen en suelos ricos en humus. Otras especies perennes también cultivadas por sus hojas y flores incluyen: G. argenteum, G. eriostemon, G. farreri, G. nodosum, G. procurrens, G. pylzowianum, G. renardii, G. traversii, G. tuberosum, G. versicolor, G. wallian y G. Geranio x. 'Johnson's Blue', un híbrido entre G. himalayense y G. pratense.

### Principales especies silvestres
Flora europea:
- Geranium argenteum L. – Geranio de hojas plateadas
- Geranium bohemicum L. – Geranio de Bohemia
- Geranium columbinum L. – Geranio pie de paloma
- Geranium dissectum L. – Geranio de hojas cortadas
- Geranium lanuginosum L. – Geranio lanudo
- Geranium lucidum L. – Geranio brillante
- Geranium macrorrhizum L. – Geranio de raíces grandes
- Geranium maderense Yeo – Geranio de Madeira
- Geranium molle L. – Geranio de los caminos
- Geranium nodosum L. – Geranio nudoso
- Geranium phaeum L. – Geranio lívido
- Geranium pratense L. – Geranio de los prados
- Geranio purpureum Vill. – Geranio morado
- Geranium pusillum L. – Geranio esbelto
- Geranium pyrenaicum Burm.f. – Geranio de los Pirineos
- Geranium rivulare Vill. – Geranio blanco
- Geranium robertianum L. – Hierba Geranio de Roberto
- Geranium rotundifolium L. – Sausana, geranio de hojas redondeadas
- Geranium sanguineum L. – Geranio de hojas purpúreas
- Geranium sylvaticum L. – Geranio de los bosques
- Geranium tuberosum L.

## Uso alimentario
Las hojas de varias especies de geranio son comestibles crudas o cocidas, pero generalmente son amargas y astringentes debido a su alto contenido de taninos.